# سارة براون
سارة براون (بالإنجليزية: Sarah Joy Brown)‏ هي ممثلة أمريكية، ولدت في 18 فبراير 1975 في الولايات المتحدة. بدأت مشوارها المهني سنة 1994.

## أعمال

### أفلام
- (2005) منزل بيغ ماما 2[4][5]

### مسلسلات
- المستشفى العام
- كاسل

## وصلات خارجية
- سارة براون على موقع IMDb (الإنجليزية)
- سارة براون على موقع ألو سيني (الفرنسية)
- سارة براون على موقع أول موفي (الإنجليزية)
- سارة براون على موقع قاعدة بيانات الفيلم (الإنجليزية)
- سارة براون على موقع كينوبويسك (الروسية)